# Phénoménologie de la perception
Pour les articles homonymes, voir Perception (homonymie).
Phénoménologie de la perception, publié en 1945, est un ouvrage philosophique de Maurice Merleau Ponty, souvent considéré comme son œuvre majeure. Dans l'esprit des recherches d'Edmund Husserl, le projet de Merleau-Ponty entreprend de révéler la structure du phénomène de la perception. Traditionnellement, la perception est définie comme l'activité de l'esprit par laquelle un sujet prend conscience d'objets et de propriétés présents dans son environnement sur le fondement d'informations délivrées par les sens. Depuis La Structure du comportement, son premier ouvrage datant de 1942, Merleau-Ponty a souhaité montrer que l'idée de perception est entachée de préjugés qui masquent la vérité. Selon Pascal Dupond, le philosophe chercherait à penser, dans ces deux ouvrages, ce qu'il appelle un premier « contact naïf avec le monde » qui de fait précéderait toute possibilité de perception. Croire que la perception peut nous dévoiler la vérité sur l'existence et la vérité des choses en soi, ce serait prendre appui sur un ensemble de préjugés informulés.
La phénoménologie s’oppose à la fois à l’introspection car elle veut être objective et descriptive, et à la philosophie transcendantale car elle veut garder le point de vue d'un sujet concret et ne pas s’évaporer dans un « Je » transcendantal extérieur au "moi". De la même manière, l'auteur récuse à la fois l'« empirisme », qui échoue car nous ne pouvons chercher quelque chose dont nous ne connaîtrions rien, et l'« intellectualisme » parce qu'à l'inverse nous avons besoin aussi d'ignorer ce que nous cherchons (p. 52). Phénoménologie de la perception, qui s'intéresse à la « conscience en train d'apprendre » (p. 36), est étudiée en détail, sous ses différents aspects, dans le corps du livre.

## Avant-propos
Dans un avant-propos Merleau-Ponty fait un large panorama des avancées et des impasses de la phénoménologie. Renonçant à la définir il explique « qu'il s'agit de décrire, et non pas d'expliquer ni d'analyser ». Alexandre Hubeny, croit pouvoir, dans sa thèse, la définir à partir de cet avant-propos, comme « volonté de saisir le sens du monde de l'histoire à l'état naissant, alors même qu'elle se heurte à l'impossibilité de postuler en histoire, un sens sous la figure d'une signification close et univoque »
De même, Claudia Serban dans la revue Les Études Philosophiques extrait de cet avant-propos cette phrase : « le plus grand enseignement de la réduction est l’impossibilité d’une réduction complète (p14)– invitant à une exploration phénoménologique, non plus de la réduction mais de l’irréductible ».
Pascal Dupond écrit dans une note « l'avant-propos montre pourquoi l'intellectualisme manque le phénomène de la perception ; jugeant de ce qui est par ce qui doit être, il réduit le phénomène du monde aux conditions de possibilité de l'expérience et le cogito à une « conscience constituante universelle ». Or il s'agit de reprendre le geste de la phénoménologie qui étudie l'apparition de l'être à la conscience au lieu d'en supposer la possibilité donnée d'avance et de revenir à la perception ».

## Mouvement d'ensemble

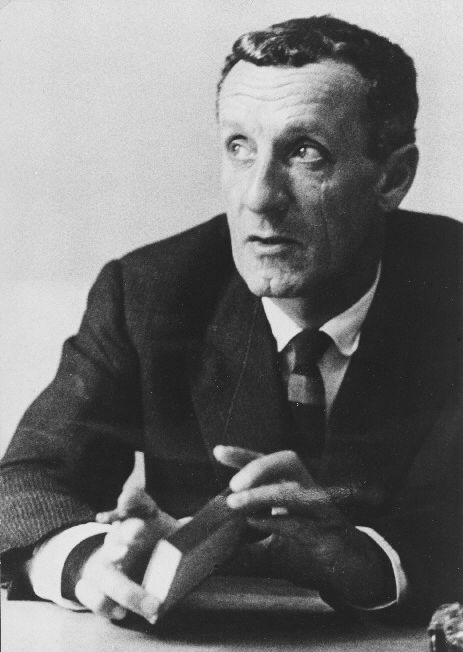
Maurice Merleau-Ponty

Après l'avant propos, suit une introduction intitulée, « les préjugés classiques et le retour aux phénomènes », qui est consacrée à un aperçu des obstacles que la conception courante oppose à l'analyse phénoménologique de la perception. Le principal obstacle se situe au niveau du concept d'objet qui domine l'attitude naturelle, ainsi que la science. L'expérience montre ainsi qu'il n'existe pas de sensation pure, « l'événement élémentaire est déjà revêtu d'un sens (pp 32) » que la perception opère toujours sur des « ensembles significatifs (p 34) »,.
Le deuxième grand obstacle concerne la nature du monde perçu par la conscience. Celui-ci, n'est pas comme nous le fait croire l'empirisme « une somme de stimuli et de qualités [...], il y a un monde naturel qui fait fond et qui ne se confond pas avec celui de l'objet scientifique [...], le fond continue sous la figure [...] caché par la philosophie empiriste il enveloppe la présence de l'objet » (p. 48). Ce monde naturel, que le phénoménologue étudie sous le nom de « champ phénoménal » est masqué par « le monde objectif qui n'est premier, ni selon le temps, ni selon son sens (pp 50) » mais que privilégie l'analyse. L'essai se développe en trois grandes parties
Une première partie, titrée simplement « le Corps » consacrée à l'analyse du corps percevant. « Le corps comme puissance motrice et projet du monde donne sens à son entourage, fait du monde un domaine familier, dessine et déploie son Umwelt, il est « puissance d’un certain monde ».
L’analytique du corps percevant développée dans la première partie de Phénoménologie de la perception s’ancre dans un examen de la notion, issue des sciences neurologiques, de «schéma corporel ». La deuxième partie, intitulée le Monde perçu, développe le rapport vivant du « corps » avec ce monde à travers l'acte du sentir, son insertion naturelle dans l'espace au milieu des choses et des autres humains dans le monde familier tel qu'il est originairement perçu. L'essai se termine par une troisième partie consacrée aux conséquences de cette nouvelle approche sur les questions éternelles du cogito, de la temporalité et de la liberté.

## Le Corps
La perception a pour objet de dévoiler des objets, c'est-à-dire, au sens large, des corps. « Voir c'est entrer dans un univers d'êtres qui se montrent et ils ne se montreraient pas s'ils ne pouvaient pas être cachés les uns derrière les autres ou derrière moi » (p. 96). C'est une attitude constante et universelle, tous les corps y compris celui qui est à la base de notre expérience, le nôtre, nous les traitons en objets (p. 99). L'auteur se propose de démonter le processus de cette pensée « objectivante ». Or « le « corps propre » se dérobe dans la science même, au traitement qu'on veut lui imposer » (p. 100).

### Le corps dans la physiologie mécaniste
À partir de la pathologie dite du « membre fantôme », dans laquelle le malade a des sensations qui semblent provenir d'un membre (amputé) qui n'existe plus, l'auteur critique les explications empiriques physiologiques. Ce n'est que dans la perspective phénoménologique de notre rapport au monde que l'on peut comprendre le phénomène. « Ce qui en nous refuse la mutilation et la déficience, c'est un Je  engagé dans un certain monde physique et interhumain, qui continue de se tendre vers son monde en dépit des déficiences ou des amputations [...] Avoir un bras fantôme c'est rester ouvert à toutes les actions dont le bras seul était capable [..] Le corps est le véhicule de l'« être-au-monde », et avoir un corps c'est pour un vivant se joindre à un milieu défini, se confondre avec certains projets et s'y engager continuellement » écrit l'auteur (p. 111). Eran Dorfman écrit « ce qu'on trouve derrière le phénomène de suppléance c'est le mouvement de l'être au monde [...] force est de constater qu'il ne s'agit pas du corps « normal » mais du corps en état de manque : du corps mutilé ». Merleau-Ponty assimile le mouvement de l'« être-au-monde » comme le mouvement de ce qui est « pré-objectif », le réflexe comme la perception n'en seraient que des modalités. « C'est parce qu'il est une vue pré-objective que l'« être-au-monde » pourra réaliser la jonction du psychique et du physiologique ».
Pour Merleau-Ponty, si nous voulons expliciter ce phénomène dans le cadre objectif de la science « nous tombons dans des difficultés insurmontables car nous nous trouvons devant le dilemme de considérer l'organisme soit comme un assemblage de relations mécaniques soit comme configuration de significations intelligibles. Or il ne se laisse réduire ni à l'un ni à l'autre [...] La seule manière de résoudre ce dilemme, c'est de renoncer à toute attitude distante et objectivante » écrit Frédéric Moinat. Le phénomène du membre fantôme n'est pas le simple effet d'une causalité objective et pas davantage une cogitatio, pas l'effet d'un stimuli nerveux et pas non plus un « souvenir ». À l'instar des réflexes, ces phénomènes de persistance témoignent de l'importance de la situation vitale qui donne un sens aux stimuli partiels qui les fait compter, valoir ou exister pour l'organisme. « Je ne puis comprendre la fonction du corps vivant qu'en l'accomplissant moi-même et dans la mesure où je suis un corps qui se lève vers le monde ».
De plus, nous existons au milieu de stimuli constants et de situations typiques. Il y aurait « autour de notre existence personnelle comme une sorte de marge d'existence « impersonnelle », qui va pour ainsi dire de soi et à laquelle je me remets du soin de me maintenir en vie ». L'organisme vit d'une existence anonyme et générale, au-dessous de notre vie personnelle, le rôle d'un complexe inné (p. 113).
Merleau-Ponty pense avoir démontré que le corps dans sa masse comme dans sa motricité a des relations avec son milieu qui relèvent moins de la causalité que de l'intentionnalité. Le « comportement » échappe à la fois au réductionnisme mécaniste (fondé sur une physiologie des réflexes) et au volontarisme de la conscience. « L’organisme ne répond pas indifféremment à son environnement, aux stimulations de son milieu : il répond à un environnement qu’il a déjà en quelque sorte façonné, parce qu’il est déjà qualitativement différencié pour lui [...]. Même lorsqu’il n’est pas un organisme « conscient » à proprement parler, par son initiative l’organisme, par les mouvements de son corps, donne toujours déjà une certaine forme, une certaine configuration à son environnement » écrit Florence Caeymaex.

### Le corps dans la psychologie classique
Pour l'homme, le corps n'est pas un objet comme les autres car c'est avec lui qu'il observe, qu'il manie les objets. Déjà la psychologie classique n'assimilait pas le corps à un objet note Merleau-Ponty, pour autant elle n'en tirait aucune conséquence philosophique (p. 123). Elle attribuait à ce corps des caractères particuliers qui le rendaient incompatibles avec le statut d'objet, ainsi faisait-elle le constat que « notre corps se distingue de la table ou de la lampe parce qu'il est constamment perçu tandis que je peux me détourner d'elles » (p. 119). Si dans le savoir, l'on opposait le psychisme de l'être vivant au réel, on le traitait comme une seconde réalité, qui comme tout objet de science devait être soumis à des lois. On postulait que les difficultés qui découlaient de cette double perspective se résoudraient plus tard avec l'achèvement du système des sciences (p. 124). Merleau-Ponty apprend de deux théories psychologiques modernes, la Gestalttheorie, en français, « théorie de la forme », et de la théorie behavioriste ou comportementale que « le psychisme humain doit être compris par-delà l’alternative du sujet et de l’objet ».
Merleau-Ponty voit le corps comme « une habitude primordiale, qui conditionne toutes les autres et par laquelle elles se comprennent »,.

### La spatialité du corps propre et la motricité
Ce chapitre est construit autour de la notion de «schéma corporel ». Né au sein de la neuropsychologie dans laquelle il signifiait la constance d'un certain nombre d'associations d'images acquises depuis l'enfance le « schéma corporel » devient chez Merleau-Ponty « une forme, c'est-à-dire un phénomène dans lequel le tout est considéré comme antérieur aux parties » (p. 129). Pascal Dupond écrit « la forme n'est pas une chose, une réalité physique, un être de nature étalé dans l'espace, un « être en soi » ; il appartient à son sens d'être d'exister pour une conscience, l'organisme est un ensemble significatif pour une conscience qui le connaît ». En tant qu'elle ne se révèle qu'au sein d'une intentionnalité, d'un projet, la spatialité du « corps propre » est toujours « située » (correspond à une situation) et « orientée » ne correspond pas à l'espace objectif qui lui est par définition homogène.
« Il ne faut pas dire que notre corps est dans l'espace, ni d'ailleurs qu'il est dans le temps. Il habite l'espace et le temps » (p. 174). L'expérience motrice ne passe pas par l'intermédiaire d'une représentation, comme manière d'accéder au monde elle est directe. Le corps connaît son entourage comme des points d'application de sa propre puissance (la direction qu'il doit prendre, les objets qu'il peut attraper). « Le sujet placé en face de ses ciseaux, de son aiguille et de ses tâches familières n'a pas besoin de chercher ses mains ou ses doigts, parce qu'ils ne sont pas des objets à trouver dans l'espace objectif [...] mais des « puissances » déjà mobilisées par la perception des ciseaux ou de l'aiguille [...] ce n'est jamais notre corps objectif que nous mouvons, mais notre « corps phénoménal » » (p. 136). « Le sujet possède son corps non seulement comme système de positions actuelles mais comme système ouvert d'une infinité de positions équivalentes dans d'autres orientations » (p. 176). Cet acquis ou cette réserve de possibilités est une autre manière de désigner le «schéma corporel » c'est-à-dire, « cet invariant immédiatement donné par lequel les différentes tâches motrices sont instantanément transposables » (p. 176).
Dans ses mouvements, le sujet ne se contente pas de subir l'espace et le temps il les assume activement et leur confère une signification anthropologique. Ainsi quel sens pourrait avoir les mots « sur », « dessous » ou « à côté » pour un sujet qui ne serait pas situé par son corps en face du monde. Il implique la distinction d'un haut et d'un bas, du proche et du lointain, c'est-à-dire un espace orienté (p. 131). L'espace objectif, l'espace intelligible n'est pas dégagé de l'espace phénoménal orienté, au point que l'espace homogène ne peut exprimer le sens de l'espace orienté que parce qu'il l'a reçu de lui (p. 131). « C’est le corps qui donne sens à son entourage, nous ouvre accès à un milieu pratique et y fait naître des significations nouvelles, tout à la fois motrices et perceptives ».
Merleau-Ponty (p. 184) écrit « l'expérience révèle sous l'espace objectif, dans lequel le corps finalement prend place, une spatialité primordiale dont la première n'est que l'enveloppe et qui se confond avec l'être même du corps (d'où la notion de corps propre ou phénoménal). Être corps, c'est être noué à un certain monde [...] notre corps n'est pas d'abord dans l'espace : il est à l'espace ».

### Le corps comme expression et parole
Selon l'articulation de l'auteur lui-même (p. 533). L'empirisme et l'intellectualisme dans la théorie de l'aphasie, apparaissent également insuffisants. Le langage a un sens, mais il ne présuppose pas la pensée mais l'accomplit. « Le sens du mot, n'est pas contenu dans le mot comme son. Mais c'est la définition du corps humain de s'approprier dans une série indéfine d'actes discontinus des noyaux significatifs qui dépassent et transfigurent ses pouvoirs naturels » (p. 235). Pascal Dupond écrit ; « La perception est l’opération d’une « puissance ouverte et indéfinie de signifier » (pp 236) qui se dessine dans la nature, mais devient, dans la vie humaine, un vecteur de liberté ». C'est l'occasion pour Pascal Dupond de souligner l'ambiguïté de la conception du corps, à la fois esprit et objectivité, dont Merleau-Ponty fera usage dans son concept de « corps phénoménal ».
« Le « corps phénoménal » est l’existence même dans son déploiement multiforme sur une échelle qui s’étend du corps le plus vivant, c’est-à-dire le corps comme transcendance et invention de sens jusqu’au corps « extra partes », c’est-à-dire le corps qui n’opère pas sa propre synthèse, qui est corps pour autrui et non corps pour soi [...]. Le corps humain vit toujours selon différents régimes de corporéité (ou différents régimes de tension de durée) : il est toujours « un assemblage de parties réelles juxtaposées dans l’espace », un corps habituel, un corps qui se rassemble et se transfigure dans le geste et l’expression, enfin le corps d’une personne engagée dans une histoire ; et toute altération d’un régime d’existence ou de corporéité s’exprime ou se traduit dans les autres registres de l’existence ».

## Le Monde perçu
À partir de l'exemple d'un cube, Merleau-Ponty cherche à comprendre le processus par lequel l'on saisit immédiatement son unité et son essence alors que l'on ne voit jamais les six faces égales même s'il est en verre(p. 245). Alors même que je puis penser en faire par imagination le tour cela ne me donne pas l'unité sans la médiation de l'expérience corporelle. Pour la philosophie classique, ce serait en pensant mon propre corps comme mobile que je puis déchiffrer et construire le cube vrai. L'auteur remarque que si, dans ce mouvement, l'on peut assembler la notion du nombre six, la notion de « côté », la notion d'égalité et lier le tout, ce tout n'inclut pas l'idée d'« enfermement » qui est celle par laquelle nous éprouvons physiquement ce qu'est un cube. Le cube est un « contenant », dont l'objet est d'« enfermer » en l'occurrence un morceau d'espace, enfermement qui ne peut avoir de sens que pour l'« être-au-monde » qui lui peut l'être entre les quatre murs de sa chambre (p. 246).

### Le sentir
« Sentir et non sensation, le verbe exprime une opération par laquelle sont tenus conjointement les deux polarités qu'elle unit :  le sentant et le sensible, le sujet et l'objet » écrit Pascal Dupond. Appuyé sur des études de psychologie inductive[réf. nécessaire] Merleau-Ponty tente de comprendre le rapport vivant qui s'établit entre le sujet percevant et la chose perçue. Pour lui la sensation n'est ni une qualité, ni la conscience d'une qualité.

#### La sensation
Maurice Merleau-Ponty analyse la notion de sensation pour en dégager le caractère complexe, malgré l'évidence que nous procure « l'attitude naturelle » (celle dans laquelle nous pensons pouvoir définir précisément ce que sont les mots « sentir », « voir », etc.). « Il récuse la notion de « sensation pure » qui ne correspond à aucune expérience vécue (les sensations sont relatives) et s'accorde avec la Gestalttheorie (la psychologie de la forme) pour définir le phénomène perceptif comme « une figure sur un fond » : aucune donnée sensible n'est isolée, elle se donne toujours dans un champ (il n'y a pas de « pure impression ») ». Il réfute ensuite le « préjugé du monde objectif » : il n'y a pas de « réalité objective », la perception s'ancre dans une subjectivité qui, de fait, produit de l'indéterminé et de la confusion (lesquels ne résultent pas d'un « manque d'attention »). Merleau-Ponty en arrive à la conclusion que la psychologie n'est pas parvenue à définir la sensation ; mais la physiologie n'en a pas davantage été capable, puisque le problème du « monde objectif » se pose à nouveau et qu'il entre en contradiction avec l'expérience (exemple avec l'illusion de Müller-Lyer) : pour comprendre ce que signifie « sentir », il faut donc revenir à l'expérience interne pré-objective.
« La perception ne réalise jamais la coïncidence entre le sujet sentant et la qualité (par exemple le rouge) perçue. L'auteur met en évidence l'intentionnalité de la conscience : la conscience est conscience perceptive de. Il réfute ensuite la thèse empiriste d' « association des idées » (en vogue depuis Locke) : si cette dernière ramène l'expérience passée, il y a aporie puisque la première expérience ne comportait pas de connexion avec d'autres expériences. Au contraire, la sensation prend corps au sein d'un « horizon » de sens » et c'est à partir de la signification du perçu qu'il peut y avoir des associations avec des expériences analogues (et non le contraire). Une impression ne peut pas « en réveiller d'autres » : la perception n'est pas faite de données sensibles complétées par une « projection des souvenirs » ; en effet, faire appel aux souvenirs présuppose précisément que les données sensibles se soient mises en forme et aient acquis un sens, alors que c'est ce sens que la « projection des souvenirs » était censé restituer ».

#### La motricité des qualités sensibles
La neuropathologie montre que « certaines sensations visuelles ou sonores ont une valeur motrice ou une signification vitale supérieure qui leur est propre » La couleur verte posséderait une valeur reposante. « Alors que l'on a d'une manière générale d'un côté avec le rouge et le jaune l'expérience d'un arrachement, d'un mouvement qui s'éloigne du centre, on a d'un autre côté avec le bleu et le vert l'expérience du repos et de la concentration » (p. 255).
Ces phénomènes ne sont pas saisissables objectivement, il n'y a pas, par exemple, de relation de causalité qui puisse être établi entre le stimulus de la qualité et la réponse du sujet percevant. En ce sens très particulier, il n'y a de signification motrice que si le stimulus atteint en moi, « un certain montage général par lequel je suis adapté au monde, si elles m'invitent à une nouvelle manière de l'évaluer » écrit Merleau-Ponty.

#### La fonction symbolique
Constamment, allant de l'un à l'autre, l'homme navigue entre deux ordres, l'ordre animal, correspondant aux nécessités vitales, et l'ordre humain qui est le lieu de la fonction symbolique qui expose l'ensemble des symboles composant l'univers de la culture ou des œuvres de l'homme (mythes, religions, littératures, œuvres d'art). « La fonction symbolique est d'abord une manière de percevoir, elle est fondamentalement l'acte d'un esprit incarné ». Dans Phénoménologie de la perception, Merleau-Ponty définit l'existence comme un « va-et-vient » entre vie biologique et la vie de relations de la conscience.
Alors que nos vues ne sont que des perspectives, Merleau-Ponty tente d'expliquer la perception de l'objet (qu'une table soit une table, toujours la même, que je touche et que je vois) dans son « aséité » (p. 276 sq). Il écarte le recours à la synthèse intellectuelle qui ne possède pas le secret de l'objet « pour confier cette synthèse au corps phénoménal [...] en tant qu'il projette autour de lui un certain milieu, que ses parties se connaissent dynamiquement l'une l'autre et que ses récepteurs se disposent de manière à rendre possible la perception de l'objet »(p. 269?). Rudolf Bernet écrit « le corps perçoit, mais il déploie aussi à l'avance le champ dans lequel une perception peut se produire (reprenant les paroles de Merleau-Ponty), [...] mon corps est ce noyau significatif qui se comporte comme une fonction générale [...], quand le corps perçoit une chose, il en appréhende le sens; et ce sens de la chose est tributaire d'une symbolique qui est celle précisément, de l'organisation interne du corps, ainsi que de ces mouvements et de son pouvoir de prise sur le monde ». Pour Stefan Kristensen, « le schéma corporel est l’étalon de mesure des choses perçues, « invariant immédiatement donné par lequel les différentes tâches motrices sont instantanément transposables » ».
Plus explicite encore Merleau-Ponty écrit « notre corps est cet étrange objet qui utilise ses propres parties comme symbolique générale du monde et par lequel en conséquence nous pouvons fréquenter ce monde, le comprendre et lui trouver une signification » (p. 274). « Comme « puissance » d’un certain nombre d’actions familières, le corps a ou comprend son monde sans avoir à passer par des représentations, il sait d’avance — sans avoir à penser ce que faire et comment le faire —, il connaît — sans le viser — son entourage comme champ à portée de ses actions »,.
« Le sujet de la sensation n'est, ni un penseur qui note une qualité ni un milieu inerte qui serait affecté ou modifié par elle, il est une puissance qui « co-naît » à un certain milieu d'existence ou se synchronise avec lui »(p. 245).

### L'espace
Depuis Kant, note Merleau-Ponty, l'espace n'est plus le milieu dans lequel se disposent les choses, mais le moyen par lequel la position des choses devient possible (p. 290). Phénoménologie de la perception, ne consacre, contrairement à la tradition, qu’un chapitre relativement court au temps contre deux chapitres bien plus longs à l’espace remarque Miklós Vető. « La phénoménologie merleaupontienne reconnaît et décrit la pluralité des expériences du spatial qu’elle fait remonter jusqu’à un espace subjectif général, celui de la perception, radicalement différent de l’espace un et abstrait de la géométrie [...] L’espace de la perception est à l’origine des diverses variantes d’espaces subjectifs (espaces du primitif, de l’enfant, du malade, du peintre) et le prétendu espace en soi, objectif, celui de la géométrie est subsumé, lui aussi, sous l’espace primordial de la perception. ». Merleau-Ponty regroupe ces seconds espaces, qu'il multiplie en faisant preuve d'une grande imagination, sous la notion commune d' « espace anthropologique ».
À noter que l'espace est pré-constitué avant toute perception. En effet pour l'auteur, contrairement à la tradition, « l'orientation dans l'espace n'est pas un caractère contingent de l'objet mais le moyen par lequel je le reconnais et j'ai conscience de lui comme d'un objet [...]. Renverser un objet c'est lui ôter toute signification »(p. 301). Il n'y a pas d'être qui ne soit situé et orienté, comme il n'y a pas de perception possible qui ne s'appuie sur une expérience antérieure d'orientation de l'espace. La première expérience est celle de notre corps dont toutes les autres vont utiliser les résultats acquis (p. 302). citation- Il y a donc un autre sujet au-dessous de moi, pour qui un monde existe avant que je sois là et qui y marquait ma place.
Le corps, le sujet corporel, est à l’origine de la spatialité, il est le principe de la perception, sachant que le corps dont il est question n'est pas le corps matériel mais le « corps propre » ou phénoménal. Contrairement aux corps-objets qui se trouvent dans l’espace, et qui sont séparés les uns des autres par des distances, visibles à partir d’une perspective, le corps propre, n'est pas dans l'espace à une certaine distance des autres corps-objets mais constitue un centre d’où partent distances et direction. Bien que privé de toute visibilité notre corps propre est toujours là pour nous.

### La chose et le monde naturel
« Dans le chapitre la chose et le monde naturel, Merleau-Ponty montre que « l’éclairage et la constance de la chose éclairée qui en est le corrélatif », la constance des formes et des dimensions, la permanence de la chose à travers ses différentes manifestations, dépendent directement de notre situation corporelle et plus particulièrement de l’acte pré-logique par lequel le corps s’installe dans le monde », écrit Lucia Angelino. Pour Merleau-Ponty « Toute perception tactile, en même temps qu'elle s'ouvre sur une propriété objective, comporte une composante corporelle, et par exemple la localisation tactile d'un objet le met en place par rapport aux points cardinaux du « schéma corporel » » (p. 370). Rudolf Bernet relève « avec la notion de schéma corporel, ce n'est pas seulement l'unité du corps qui est décrite d'une manière neuve, c'est aussi, à travers elle l'unité des sens et l'unité de l'objet ». C'est pourquoi la chose ne peut jamais être séparée de la personne qui la perçoit (p. 376). Toutefois Merleau-Pont remarque « nous n'avons pas épuisé  le sens de la chose en la définissant comme le corrélatif du corps et de la vie » (p. 378). En effet même si l'on ne peut concevoir la chose perçue sans quelqu'un qui la perçoive, il reste que la chose se présente à celui-là même qui la perçoit comme chose « en soi ». Le corps et le monde ne sont plus cote à cote, le corps assure « une fonction organique de connexion et de liaison, qui n’est pas le jugement, mais quelque chose d'immatériel qui permet l’unification des diverses données sensorielles, la synergie entre les différents organes du corps et la traduction du tactile dans le visuel [...] dès lors, Merleau-Ponty affronte le problème de l'articulation entre la structure du corps et la signification et la configuration du monde ».

### Autrui et le monde humain
Merleau-Ponty fait le constat « qu'il n'y a pas de place pour autrui et pour une pluralité de consciences dans la pensée objective » (p. 407). Il est impossible si je constitue le monde de penser une autre conscience qui à l'égal de moi-même me constituerait et pour laquelle je ne serais donc pas constituant. À ce problème l'introduction de la notion de « corps propre » apporterait un commencement de solution (p. 406. Or comme le note Denis Courville) « faire l'expérience du sens de l’« alter ego » est paradoxale au sens où, par l’intermédiaire de son corps physique, autrui est appréhendé « en chair et en os » devant moi; et cela sans que son expérience et son vécu intentionnel ne me soient disponibles ». Ce dont nous avons l'expérience c'est celle du corps physique d'autrui qui ne se résume pas à celle d'objet mais qui témoigne d'une « immédiateté intentionnelle » par laquelle nous serait « donné » ce corps à la fois comme chair et conscience. Pour Husserl c'est par analogie et empathie que les « ego » partagent le même monde. Mais tant qu’il reste un analogue de moi-même, l’autre n’est qu’une modification de mon moi et si je veux le penser comme un véritable Je, je devrais me penser comme un simple objet pour lui, ce qui m'est impossible (p. 410).
Merleau-Ponty pense qu'il n'y a de possibilité de rendre compte de l'évidence de l'existence d'autrui (comme Je et conscience autonome) que lorsque nous nous attachons aux comportements dans le monde qui nous est commun plutôt qu'à nos êtres rationnels (p. 410). « L’objectivité se constitue, non pas en vertu d’un accord entre des esprits purs, mais comme intercorporéité » écrit Denis Courville. On peut parler de « comportement » spontané puisque la réflexion nous découvre, sous-jacent, le corps-sujet, pré-personnel (phénoménal), donné à lui-même, dont les « fonctions sensorielles, visuelles, tactiles, auditives communiquent déjà avec les autres, pris comme sujets » (p. 411)  . Outre le monde naturel l'existence s'éprouve dans un monde social « dont je peux me détourner mais non pas cesser d'être situé par rapport à lui car il est plus profond que toute perception expresse ou tout jugement » (p. 420).

## L'être-pour-soi et l'être-au-monde
« Le corps anime le monde et forme avec lui un « ensemble ». L’être corporel se joint à un milieu défini, se confond avec certains projets et s’y engage continuellement.[...]. Le corps « co-existe » et se lie à travers l’espace et le temps avec les autres corps et les choses au sein du même monde ». « Merleau-Ponty et Gabriel Marcel fondent leur pensées sur les liens vitaux qui se tissent entre moi et autrui, l’âme et le corps, le corps et le monde, l’homme et l’Être en vue de dépasser toute dualité. Pour Merleau-Ponty, ces liens se tissent dans la «Chair du monde  », qu’il s’agisse de mes rapports avec les choses ou de mes liens avec les autres ».

## Les thèmes principaux de l'œuvre
Étienne Bimbenet résume ainsi, à son sens, la problématique de ce livre : « notre expérience sensorielle est-elle ou non informée par des capacités conceptuelles ? Percevoir est-ce déjà penser ? ». Sur cette question Merleau-Ponty, dont il dit qu'il a fait de la perception le centre de sa pensée aurait produit « des arguments nouveaux, ou étonnants, ou décisifs ».
Pour Merleau-Ponty, il s'agit de revenir au monde vécu dans lequel la perception n'est pas une opération intellectuelle culminant dans une connaissance scientifique en gestation, comme la décrit la « philosophie criticiste ». « La perception n'est pas l'œuvre d'un esprit connaissant surplombant son expérience et transformant les processus physiologiques en significations rationnelles ; elle est le fait d'un corps essentiellement agissant, et polarisant tout ce qui lui arrive depuis ses dimensions propres et non objectivables (le haut, le bas, la droite la gauche, le proche le lointain, etc.) ».
Pascal Dupond écrit « A la jointure de la nature et de l’esprit se trouve la « perception ». Elle est leur indivision, mais elle est aussi, avec le virage du temps naturel en temps historique, un premier échappement à la nature. La perception serait donc la nature qui s’échappe à elle-même, qui invente un régime du sens qui conduit la nature au-delà de la nature. La perception est l’opération d’une « puissance ouverte et indéfinie de signifier », qui se dessine dans la nature, mais devient, dans la vie humaine, un vecteur de liberté [..]. Une existence qui s’apparaît à elle-même comme surgissant d’une nature dans laquelle elle reste aussi engagée et qui se comprend donc comme étant à la fois « naturante » (esprit) et « naturée » (nature ou corps) ».
Le monde de Merleau-Ponty n'est pas d'emblée unique et objectif, il est d'abord celui du sujet perceptif qui a sa propre façon de remplir l'espace autour de lui. Étienne Bimbenet parle « d'une logique perspective et égocentrique ». « L'orientation d'une figure, sa symétrie, la droite la gauche, le haut le bas requièrent un moi corporel, vivant situé quelque part pour être vus ; il suffit d'être ce moi vivant pour les voir, nul besoin de concepts pour ce cela ».
Nous possédons comme les animaux une sensibilité perceptive à des traits de notre environnement, mais ce qui fait notre spécificité, c'est que « nous les réorganisons constamment dans des ensembles nouveaux pendant que les comportements vitaux disparaissent comme tels ». Étienne Bimbenet note la convergence de cette analyse comportementale avec celle du philosophe anglo-saxon John McDowell. Ainsi de la fonction symbolique qui nous permet d'objectiver le milieu et de varier nos points de vue sur lui conférant un sens neuf à des conduites vitales. La perception se démultiplie en une multiplicité de perspectives autorisant de viser une chose comme cette chose qu'elle est, « sous telle perspective immédiatement donnée, mais également projeté comme l'invariant d'une multiplicité d'aspects ».

## Postérité et critiques
Un certain rapprochement a pu être fait entre Merleau-Ponty et Emmanuel Levinas, tous deux, par exemple, reprochent à Husserl le caractère idéaliste et solipsiste de sa phénoménologie. Dans les deux cas le sujet perd de son rôle au profit du monde. Pour Merleau-Ponty la « « chair » vient établir la cohésion de notre situation dans le monde » et pour Emmanuel Levinas « le monde devient une nourriture permettant de combler une souffrance et un manque potentiellement mortel ».
De son côté, Étienne Bimbenet, s'attache à montrer, sans rien cacher de leurs différences, la parenté entre Merleau-Ponty et la pensée de Michel Foucault. Ce dont chacun se préoccupe essentiellement, à une vingtaine d'années d'existence, c'est, à travers la notion de « chiasme » « de la tâche d'élargir notre raison, pour la rendre capable de comprendre ce qui en nous et dans les autres précède et excède la raison ».
« Ce livre de 1945 qui se propose d’examiner à partir de la phénoménologie de la « perception » la "contribution que celle-ci apporte à notre idée du « vrai » méconnaît les difficultés de l’entreprise [...] Le philosophe reste ce spectateur du monde, le sujet a-cosmique, qui croit pouvoir survoler son objet et oublier son corps de chair et de paroles. Le présupposé de ce travail reste celui de toute philosophie de la conscience. Celle-ci est la source absolue » observe Franck Lelièvre. On remarquera que ce livre est critiqué par Merleau-Ponty lui-même dans des notes de travail constituant son dernier ouvrage Le Visible et l'invisible, il y écrit explicitement  « Les problèmes posés dans la Phénoménologie de la perception sont insolubles parce que j'y pars de la distinction conscience, objet ».
La pensée de Merleau-Ponty a aussi été largement promue par Francisco Varela qui, très critique vis-à-vis des sciences cognitives dites "computo-symboliques" de la fin du XXe siècle, a œuvré à une approche "incarnée" (embodied) de la cognition, au travers notamment de la notion d'énaction.